# 自衛隊員倫理法
自衛隊員倫理法（じえいたいいんりんりほう、平成11年8月13日法律第130号）は、自衛隊員の倫理に関する法律である。
防衛省職員のほとんどを占める自衛隊員は特別職の国家公務員であるため、一般職の国家公務員を対象とする国家公務員倫理法の適用対象外であることから、同法と併せて制定され、2000年（平成12年）に施行された。

## 主務官庁
- 防衛省人事教育局服務管理官職
- 防衛装備庁長官官房服務指導官職

## 概要
自衛隊員が国民全体の奉仕者であって、その職務は国民から負託された公務であることに鑑み、自衛隊員の職務に係る倫理の保持に資するため必要な措置を講ずることにより、職務の執行の公正さに対する国民の疑惑や不信を招くような行為の防止を図り、もって公務に対する国民の信頼を確保することを目的として制定された法律である。
第5条では、第1項で自衛隊員倫理規程の制定の政令委任を規定し、第2項で防衛大臣と防衛装備庁長官に訓令委任を規定する。
第10条に基づき、防衛省本省に自衛隊員倫理審査会が設置され、自衛隊員倫理規程に関する意見の申出、自衛隊員倫理法違反に係る懲戒基準の作成、自衛隊員倫理に係る研修の総合的企画及び調整、贈与等の報告書、株取引等の報告書及び所得等の報告書の審査、自衛隊員倫理法違反の疑いがある場合の調査及びその結果に基づく懲戒手続の実施などを行っている。
同審査会は委員5名で組織される。委員は防衛大臣が任命し、会長は委員の互選によって選出する。

## 構成
- 第一章　総則（第1条―第4条）
- 第二章　自衛隊員倫理規程（第5条）
- 第三章　贈与等の報告及び公開（第6条―第9条）
- 第四章　自衛隊員倫理審査会及び懲戒手続の特例等（第10条―第23条）
- 第五章　倫理監督官（第24条）
- 第六章　雑則（第25条）
- 附則

## 備考
- 1999年、前年1998年の大蔵省のスキャンダル（「大蔵省接待汚職事件」）を契機として、国家公務員倫理法及び自衛隊員倫理法が公布制定されたが、元財務官僚高橋洋一は「当時の公務員の感覚では、接待で100万円を超えると収賄で逮捕されるが、それ以下ならまあ許されるという感覚だった」、「相場は社会通念で変わりうる」、「100万円未満はいいとなると、社会通念とずれるので、国家公務員倫理法が作られた」、「5000円以上の利益供与があれば届け出ること（国家公務員倫理法第6条及び自衛隊員倫理法第6条）、特に飲食では1万円以上を届け出るとされた（国家公務員倫理規程第8条及び自衛隊員倫理規程第8条）[注 1]。」等と述べている[2]。
- 2008年、いわゆる「居酒屋タクシー」が、贈収賄罪ないし国家公務員倫理規程に抵触するかが問題となった。
- 2021年2月、「東北新社役職員による総務省幹部接待問題」でも同種の問題が提起されている。さらに、当時の総務省審議官谷脇康彦や元審議官山田真貴子らがNTTからそれぞれ数十万円の供応接待を受けていたことが指摘されているが、前者は2018年以降の3年間、国家公務員倫理規程第8条に基づく届けが一度も無く、同規程が一部で有名無実化していた[3]。